# Utopiec

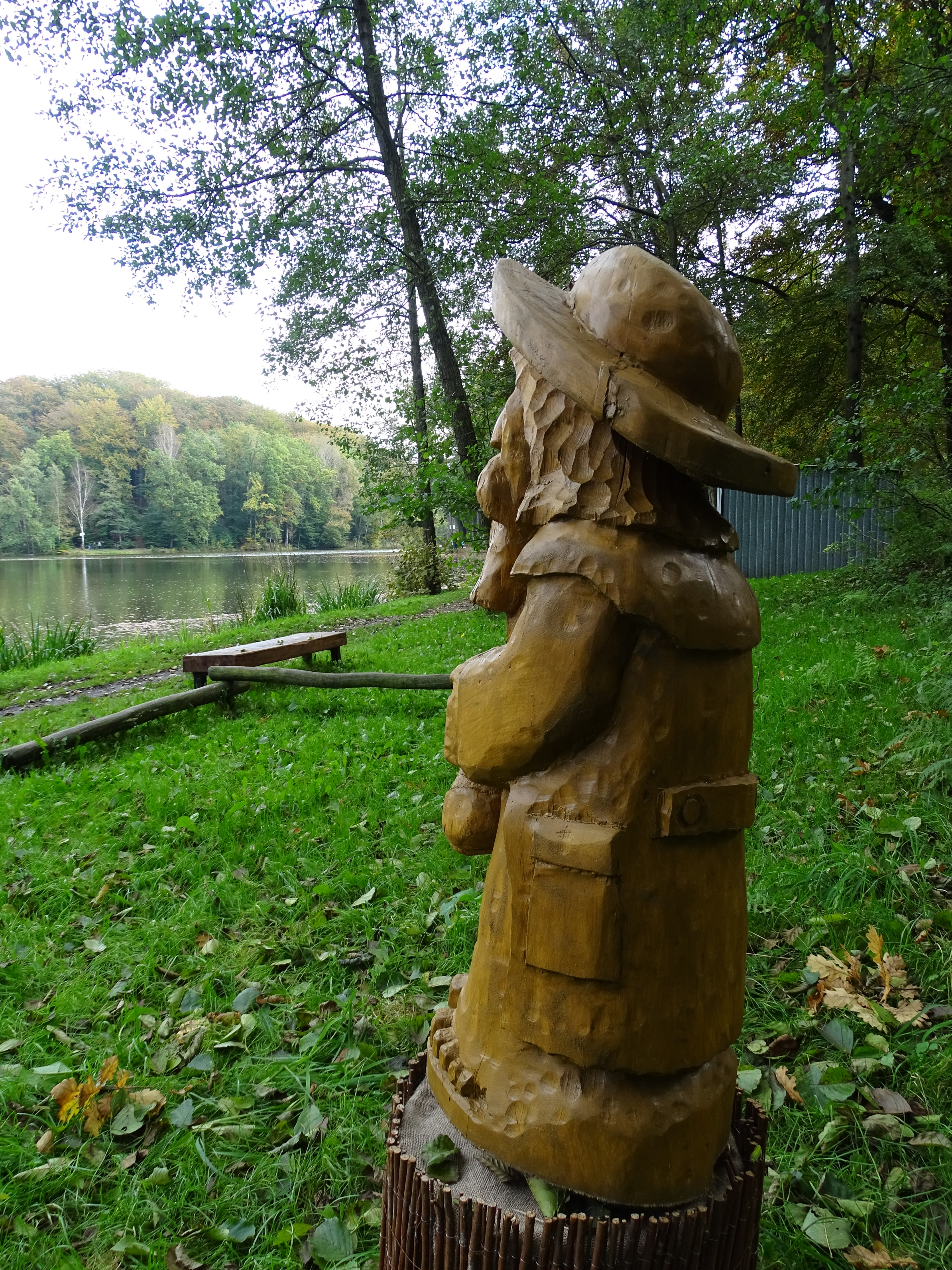
Wyobrażenie Zeflika Utopca Wodzisławskiego nad Balatonem, według Piotra Solisa z Towarzystwa Miłośników Ziemi Wodzisławskiej.

Utopiec (lokalnie znany jako topic, topnik, topielec, utopnik, utoplec, utopek, topek, waserman) – zły i podstępny demon wodny z wierzeń słowiańskich, często utożsamiany z wodnikiem.

## Opis
Utopce rodziły się z dusz topielców i poronionych płodów. Podobnie jak wodniki zamieszkiwały wszelkie zbiorniki wodne (w niektórych podaniach łącznie ze studniami i rowami przydrożnymi) i topiły kąpiących się oraz przechodzące przez rzekę zwierzęta. Gdzieniegdzie odpowiadały także za wylewy rzek oraz zatapianie pól i łąk. Utopce przybierały postać wysokich, bardzo chudych ludzi o oślizgłej, zielonej skórze, z dużą głową i ciemnymi włosami. W czasie nowiu utopce wychodziły na brzeg. Często zwabiały wówczas do siebie ludzi, bawiąc się z nimi w zagadki. Osobę próbującą oszukiwać w zagadkach natychmiast topiły.
Bardzo popularne demony na terenie całej słowiańszczyzny, przede wszystkim na terenach, gdzie występowało dużo zbiorników wodnych (np. Warmia i Mazury, dorzecza), mające genezę w silnym tabu dotyczącym wody, szczególnie w porach jesienno-wiosennych, kiedy stanowiła ona realne zagrożenie dla życia człowieka. 
„(...) funkcjonujące w polskiej kulturze ludowej XIX w. wyobrażenia demonów wodnych cechowała zarówno wielowątkowość, jak też i silne zróżnicowanie regionalne. Dotyczyło to zwłaszcza kwestii rodowodu danych istot demonicznych, przypisywanej im postaci i nazewnictwa oraz w znacznie mniejszym stopniu zakresu ich „działania". W kwestii rodowodu najczęściej ujawniało się zjawisko łączenia demona wodnego z postacią diabelską, co wyrażało się w poglądach, iż topielec to diabeł wodny, człowiek utopiony, ale ożywiony przez diabła, dusza samobójcy (człowieka, który utopił się za podszeptem szatana), będąca we wszechwładnym władaniu mocy piekielnych, czy istota diabelska zrodzona z płodu utopionej brzemiennej kobiety. Dzielono demony wodne na męskie (mali chłopcy, karły o odstraszającej postaci bądź też przystojni mężczyźni małego wzrostu) i żeńskie (urodziwe i powabne młode dziewczęta), przy czym demony rodzaju męskiego uważane były za bardziej groźne dla ludzi niż demony rodzaju żeńskiego. Niekiedy też istotom tym nadawano także postacie zwierzęce (np. barana). Różnorodnie też je nazywano: utopce i wasermany (na Śląsku), rusałki wodne i bogunki (na Podlasiu), wodnicy i wodnice, potopielce, pływniki, wirniki itd. Ta różnorodność poglądów na demonologię wodną znalazła także swoje odbicie w ówczesnym folklorze ludowym (zwłaszcza z regionów Małopolski i Śląska). W niektórych opowieściach ludowych topielcy szukają kontaktów z ludźmi, zawierają z nimi przyjaźnie i niekiedy przestrzegają ich przed różnego rodzaju niebezpieczeństwami (dotyczy to zwłaszcza śląskich utopców)”.
Na Śląsku, gdzie wiara w utopce była rozpowszechniona, zostały one całkowicie utożsamione z wodnikami, są to jednak dwa różne demony. Według wierzeń śląskich utopiec nie tylko topił ludzi, ale w zależności od kaprysu mógł też im pomagać, doradzać, a nawet się zaprzyjaźnić.
„(...) spośród różnego rodzaju istot demonicznych wywodzących się z dawnych wierzeń przedchrześcijańskich, najsilniej zachowały się relikty wspomnień o istotach demonicznych zwanych topielcami, topcami lub też niekiedy diabłami wodnymi. Istoty demoniczne tego typu znane były na całym niemal terenie Słowiańszczyzny. (...) Wieloznaczna nazwa topielca może sugerować, że za tego rodzaju istoty demoniczne uważane były duchy ludzi, którzy ponieśli śmierć przez utonięcie, prawdopodobnie jednak w dawnych czasach rozróżniano dwie kategorie istot demonicznych zamieszkujących odmęty wodne, a więc tzw. diabły wodne, istoty wyjątkowo złe i złośliwe, które starały się łowić kąpiących, a nawet wciągać osoby zbliżające się do brzegów rzek, jezior lub nawet bagien, oraz ich ofiary, które stawały się topielcami niższego rzędu".
Wiara w utopce była na tyle mocno zakorzeniona, iż swój oddźwięk znalazła w folklorze chrześcijańskim. Utopce wywodzono wówczas od strąconych z nieba aniołów, pokutującej ludzkiej duszy lub dusz samobójców. Chrześcijaństwo ostatecznie zaczęło wręcz upowszechniać własne sposoby ochronne przed nimi – głoszono np. iż tonącemu dobrze jest na szyję zarzucić różaniec, co odstraszy utopca. W kronikach z XIV w. zapisano (opis wodnika, nie utopca): Szczególną ostrożność przy wodzie zachowaj, by utopca w porę spostrzec. Pomylić się sposobu nie ma, bo brzydki on okrutnie i do ludzi nie podobien. Gdy więc mokrego stwora obaczysz, co głowę ma wielką zielonymi włosami zdobioną i odnóża jak patyki cienkie – uciekaj człeku, by śmierci w odmętach nie ponieść. Gdy zaś ostrożnym nie dość będziesz i wodnicy dasz się złapać, ciepnij jej różańcem w oczy, a bestię precz odgonisz. Najbardziej znanym utopkiem jest wodzisławski Zeflik, o którym powstało wiele przypowieści.